# 田口舞
田口 舞（たぐち まい、1988年1月10日 - ）は、愛知県名古屋市出身のハンドボール選手。ザ・テラスホテルズ所属。

## 経歴
筑波大学時代は2009年の関東学生ハンドボール・春季リーグで優秀選手賞を受賞し、秋季リーグでも優秀選手賞を受賞した。
2010年に日本ハンドボールリーグの広島メイプルレッズへ加入。同年の第51回全日本実業団ハンドボール選手権大会では最優秀新人賞を受賞した。
2011年の日韓定期戦で日本代表に初選出された。
2014-15年シーズン限りで広島を退団。
2015年に飛騨高山ブラックブルズ岐阜へ移籍。
2017年にはジャパンカップのJHL選抜メンバーに選出された。
2018-19年シーズン限りで高山を退団し、沖縄県のザ・テラスホテルズに加入。

## 詳細情報

### 年度別成績
| 年       | チーム   | 試合 | FS 阻止 | 率   | 7m 阻止 | 率   |
| -------- | -------- | ---- | ------- | ---- | ------- | ---- |
| 2010-11  | 広島     | 5    | -       | -    | 0/2     | .000 |
| 2011-12  | 広島     | 15   | -       | -    | 4/12    | .333 |
| 2012-13  | 広島     | 15   | 115/232 | .496 | 6/16    | .375 |
| 2013-14  | 広島     | 18   | 191/461 | .414 | 4/24    | .167 |
| 2014-15  | 広島     | 18   | 52/124  | .419 | 0/1     | .000 |
| 2015-16  | 高山     | 12   | 171/359 | .476 | 6/24    | .250 |
| 2016-17  | 高山     | 18   | 217/551 | .394 | 3/16    | .188 |
| 2017-18  | 高山     | 24   | 274/683 | .401 | 16/61   | .262 |
| 2018-19  | 高山     | 24   | 187/414 | .452 | 10/35   | .286 |
| JHL：9年 | JHL：9年 | 149  | -       | -    | 49/191  | .257 |

- 各年度の太字はリーグ最高
- 2011-12年シーズン以前のシュート阻止数は公式記録がないため省略

### タイトル・表彰

#### 社会人選手権
※前身の実業団選手権を含む
- 最優秀新人賞 (2010年)

### 記録

#### 日本ハンドボールリーグ
- フィールドシュート阻止1200本：2019年3月3日、対プレステージ・インターナショナル アランマーレ戦（アルビス小杉総合体育センター）[8]

### 背番号
- 16 (2010年 - 2015年)
- 18 (2015年 - )